# 警視庁サイバー犯罪対策課
警視庁サイバー犯罪対策課（けいしちょうサイバーはんざいたいさくか）は、東京都の警視庁生活安全部にある警察組織。

## 概要
日本の警察はサイバー犯罪（ハイテク犯罪）対策としてサイバー犯罪対策室を道府県警察本部に設置している。東京都の場合はハイテク犯罪対策総合センターを2000年2月に設置した。前身は1999年5月7日に設置の警視庁ハイテク犯罪対策センターである。
警視庁組織規則第57条の3によると、ハイテク犯罪対策総合センターは港区新橋に置かれ、「ハイテク犯罪に係る総合的対策」「不正アクセス行為の禁止等に関する法律」「インターネット端末利用営業の規制に関する条例」「高度な情報技術を利用する犯罪の取締り」に関する任務にあたった。
警察職員勤務規程によると職員は私服で勤務する。
2010年4月1日、センター内に高度情報犯罪取締班を新設した。
2011年4月1日、ハイテク犯罪対策総合センターからサイバー犯罪対策課に格上げされた。

## 組織
管理職は課長、管理官、班長、警視庁サイバー犯罪捜査官等のサイバー犯罪捜査官らで構成される。理事官が置かれることがある。
- 課長
  - 1名の警視。警察庁採用のキャリアが就任する。

- 管理官（課長代理等）警視

- 班長
  - 警部または警部相当職員。上官の命を受け係の事務を掌理する。

### 課長代理の担当[5]
2024年1月現在
- サイバー犯罪対策

・管理係(課内庶務、サイバー犯罪に係る対策の企画・調査・調整)
・対策係(サイバー犯罪対策に係る関係機関・団体等との連絡・相談、
インターネット端末利用営業の届出、インターネット端末利用営業の規制に関する条例違反者の行政処分)
- サイバー犯罪情報

・情報第1係～情報第2係(サイバー犯罪に係る各種情報の収集・管理・捜査)
- サイバー犯罪捜査支援

・情報第3係～情報第4係(サイバー犯罪に係る各種情報の初動捜査・指導)
- 第一サイバー犯罪捜査

・捜査第1係～捜査第2係(不正アクセス行為の禁止等に関する法律違反の取締り)
- 第二サイバー犯罪捜査

・捜査第3係～捜査第4係(高度な情報技術を利用する犯罪の取締り)
- 第三サイバー犯罪捜査

・捜査第5係～捜査第6係(インターネット上の違法情報及び有害情報に係る犯罪の取締り)
・捜査第6係～捜査第7係(生活安全部長の特命によるサイバー犯罪に係る捜査)
・協働捜査係(サイバー犯罪に係る協働捜査)
- ネットワーク捜査指導室

・分析係(高度な情報技術を利用する犯罪の分析)
・技術調査係(高度な情報技術を利用する犯罪の調査研究、アクセス管理者に対する援助)
・技術管理係(高度な情報技術を利用する犯罪の捜査に係る電子計算機の管理運用)

## 相談と情報提供
身に覚えのない電話や電子メールが迷惑である、インターネットで知り合った相手からインターネットを利用した嫌がらせを受けている、インターネット掲示板で誹謗・中傷を受け仕事に支障が生じ悩んでいる、犯罪予告された、名誉毀損を受けた、詐欺・悪徳商法に遭った、インターネットオークションで商品が届かない、などの事例が対策課に寄せられている。
相談は、東京都内の場合、サイバー犯罪対策課で電話により受理している。管轄の警察署でも相談できる。被害届は管轄の警察署で受理する。民事上の損害賠償などの相談については警察は民事不介入であるため、内容に応じて弁護士会その他の機関・団体等を紹介している。
緊急の場合は110番通報が推奨されている。

## 検挙事例
サイバー犯罪対策課と各警察署が連携し検挙に至る。他人の無線LAN、インターネットカフェ、携帯電話(特にスマートフォン)等からの犯行も検挙している。
- 不正アクセス禁止法違反 - クラッキング（ハッキング）など。
- 器物損壊罪 - コンピュータウイルスなど。
- 業務妨害罪 - インターネット掲示板の犯行予告など。
- 詐欺罪 - フィッシングなど。
- 詐欺幇助 - インターネット詐欺集団に他人のクレジットカードの情報を売るなど。
- 電子計算機使用詐欺罪（刑法第246条の2） - インターネットバンキングの不正送金など。
- 著作権法違反、著作隣接権侵害、公衆送信権侵害、送信可能化権侵害 - ファイル共有ソフトによる楽曲の無断配信など。
- 特定電子メール送信適正化法違反 - 迷惑メール送信など。
- 携帯電話不正利用防止法違反 - インターネット上に他人名義の携帯電話買い取りの広告など。
- 犯罪収益移転防止法違反 - インターネット上に他人名義のキャッシュカード販売の広告など。
- 旅券法違反、入管難民法違反 - インターネット上で購入した他人の身分証を利用し、パスポートを不正に申請・取得するなど。
- 電磁的記録不正作出及び供用の罪（刑法第161条の2）
  - 私電磁的記録不正作出・同供用罪（刑法第161条の2第1項、第3項） - ポイントカードのポイント詐取など。